# Catostemma altsonii
Catostemma altsonii är en malvaväxtart som beskrevs av Noel Yvri Sandwith. Catostemma altsonii ingår i släktet Catostemma och familjen malvaväxter. Inga underarter finns listade i Catalogue of Life.